# معاملة المثليين في مدينة مكسيكو
تعتبر حقوق المثليين والمثليات ومزدوجي التوجه الجنسي والمتحولين جنسياً (اختصاراً: مجتمع الميم) في مدينة مكسيكو أكثر تقدمية بكثير من بقية المكسيك. في 4 مارس 2010، أصبحت المنطقة الأولى في المكسيك التي تصدر تراخيص زواج المثليين للأزواج المثليين.

## تاريخ المثليين
- 1569: تم إنشاء محاكم التفتيش الرسمية في مدينة مكسيكو من قبل فيليب الثاني ملك إسبانيا. كان النشاط الجنسي المثلي مصدر قلق رئيسي، وألحقت محاكم التفتيش غرامات قاسية، والتكفير عن الذنب، والإهانات العامة، والجلد بسبب ما تعتبره خطايا جنسية.[1][2]
- 1871: أدى التأثير الفكري للثورة الفرنسية والاحتلال الفرنسي القصير للمكسيك (1862-1867) إلى اعتماد قانون نابليون، ما عنى أن السلوك الجنسي على انفراد بين البالغين (بغض النظر عن الجنس) لم يعد جريمة جنائية.[1]
- 1901: (20 نوفمبر)، داهمت شرطة مدينة مكسيكو قاعة رقص للدراغ كوينز، واعتقلت 42 رجلاً (19 منهم كانوا يرتدون ملابس مغايرة). وأُطلق سراح أحدهم، ويُزعم أنه قريب من الرئيس بورفيريو دياز. تلقت الفضيحة، والمعروفة باسم «رقصة الواحد والأربعين»، تغطية صحفية واسعة النطاق.[1]
- 1959: قام رئيس البلدية إرنستو أوروتشورتو بإغلاق جميع حانات المثليين في مدينة مكسيكو سيتي تحت ستار «تنظيف الرذيلة» (أو تقليل ظهورها).[3]
- 1979: أقيمت أول مسيرة لفخر المثليين في البلاد في مدينة مكسيكو.[4]
- 1999: (أغسطس): عقد الاجتماع الأول للمثليات والمثليات النسويات في مدينة مكسيكو. من هذا الاجتماع، طور جهد منظم لحقوق المثليين الموسعة في عاصمة البلاد.

(2 سبتمبر): أصدرت مدينة مكسيكو مرسومًا يحظر التمييز على أساس التوجه الجنسي، وهو الأول من نوعه في البلاد.
- 2000: اقترحت إنووي أورانغا، وهي سياسي مثلية الجنس بشكل علني، مشروع قانون من شأنه تقنين الاتحادات المدنية المثلية في مدينة مكسيكو. ومع ذلك، قررت الهيئة التشريعية المحلية عدم سن مشروع القانون بعد معارضة واسعة من جماعات اليمين.[6]
- 2006: (9 نوفمبر): قننت مدينة مكسيكو الاتحادات المدنية.[7]
- 2009: (21 ديسمبر): أقر المجلس التشريعي لمدينة مكسيكو مشروع قانون يقر زواج المثليين، وتبني المثليين للأطفال، وطلبات القروض من قبل الأزواج المثليين، والميراث من شريك مثلي، وتقاسم الأزواج المثليين لوثائق التأمين.[8] وبعد ثمانية أيام، وقع عليه رئيس البلدية مارسيلو إبرارد.[9]
- 2010: (4 مارس): دخل قانون زواج المثليين حيز التنفيذ في مدينة مكسيكو.[10]

(5 أغسطس): صوتت محكمة العدل العليا في الأمة، وهي أعلى محكمة فيدرالية في البلاد، بأغلبية 9 مقابل 2 لدعم دستورية قانون زواج المثليين في مدينة مكسيكو. بعد أربعة أيام، أيدت قانون تبني المثليين للأطفال في المدينة أيضا.

## قانونية النشاط الجنسي المثلي
تعتبر المثلية الجنسية قانونية في مدينة مكسيكو منذ تبني الدولة لقانون نابليون (عبر الاحتلال الفرنسي القصير للمكسيك (1862-1867)).

## الاعتراف القانوني بالعلاقات المثلية
أصبح زواج المثليين أمر قانوني في مدينة مكسيكو، بعد أن وافقت عليه الجمعية التشريعية في 21 ديسمبر 2009، ووقعه رئيس الحكومة مارسيلو إبرارد في 29 ديسمبر 2009. دخل القانون حيز التنفيذ في 4 مارس 2010.
أصبحت الاتحادات المدنية، المعروفة باسم قانون مجتمعات التعايش" (بالإسبانية: Ley de Sociedades de Convivencia) والتي تقدم بعض حقوق الزواج، قانونية في المدينة منذ مارس 2007.

## تبني المثليين للأطفال
يعتبر التبني المشترك بين الأزواج المثليين أمر قانونيا في مدينة مكسيكو منذ عام 2010.

## الهوية الجندرية والتعبير عنها
يمكن للأشخاص المتحولين جنسيا تغيير جنسهم القانوني واسمهم في مكسيكو سيتي منذ 29 أغسطس 2008.

## العنف ضد مجتمع الميم
مسيرات فخر المثليين تدين جرائم الكراهية القائمة على التوجه الجنسي في مسيرة فخر المثليين في عام 2009 في مدينة مكسيكو. بين عامي 1995 و 2005، قتل 126 من المثليين في مكسيكو سيتي. من هؤلاء، تم استرداد 75% من قبل أسرهم. في 10% من الحالات، تعرفت العائلات على الضحية ولكنها لم تسترد جثثها (التي دُفنت في مقابر مشتركة) ولم يتم التعرف على ال5% في المائة الباقية.
في منتصف عام 2007، قال إميليو ألفاريز إيكازا لونغوريا (رئيس لجنة حقوق الإنسان في مدينة مكسيكو) إنه يشعر بقلق عميق من أن مدينة مكسيكو لديها أسوأ سجل لجرائم الكراهية ضد المثليين، حيث تم الإبلاغ عن 137 مثل هذه الجرائم بين عامي 1995 و 2005. أكد الصحفي والمؤلف فرناندو ديل كويادو (رهاب المثلية، الكراهية، الجريمة والعدالة 1995-2005) أنه خلال العقد الذي يغطيه كتابه، ارتكبت 387 جريمة كراهية بسبب رهاب المثلية في المكسيك (98% منها ما زالت دون حل).
عبر ديل كويادو عن قلقه بشأن عدم وجود محاكمات، وذكر أنه وفقًا لما ذكرته لجنة المواطنين ضد جريمة الكراهية بسبب رهاب المثلية، يتم قتل 3 من المثليين شهريًا في المكسيك. أشار ديل كويادو إلى أنه بين عامي 1995 و 2005، قتل 126 من المثليين جنسياً في مدينة مكسيكو. من هؤلاء، تم قبول 75% من جثثهم من قبل أسرهم. في 10% من الحالات، تعرفت العائلات على الضحية ولكنها لم تسترد جثثها (التي دُفنت في مقابر مشتركة) ولم يتم التعرف على ال5% الباقية.
انتقد مساعدة المحامي السابق لضحايا الجرائم في مكتب المدعي العام بالمقاطعة الفيدرالية بربارا إيلان رونديرو بشدة الافتقار إلى الحساسية والكفاءة المهنية من جانب المحققين في الجرائم المرتكبة ضد المثليين والمثليات:
زعم أليخاندرو بريتو ليموس، مدير الملحق الإخباري «الحرف إس» (بالإسبانية: Letra S) في عام 2007 أن 4% فقط من المثليين والمثليات الذين يعانون من التمييز يقدمون شكاواهم إلى السلطات: